# Michael Geare
Sir Michael Geare (n. 1565-?) fue un marinero, corsario y comerciante inglés del siglo XVI. Geare, fue uno de los muchos Perros de Mar que asolaron el Imperio español durante la época isabelina, era bien conocido por los españoles de las Indias Occidentales y del territorio principal español como comandante del barco corsario Little John . Siguió siendo uno de los más activos de la región durante la década de 1590 y hasta su jubilación en 1603.

## Biografía
Michael Geare nació en Limehouse, Londres, alrededor de 1565, según se informa, de una familia pobre de origen cockney. Aprendiz de marinero en su juventud, Geare se embarcó en sus primeros viajes con Sir George Carew (también conocido como George Carey) y más tarde con el Capitán John Watts, con quien se destacaría por primera vez entre 1588 y 1591. Ese mismo año participó en la exitosa expedición Bloqueo del Oeste de Cuba como capitán del Little John, una de las cinco flotillas de barcos al mando de William Lane y financiada por Sir Frances Drake, entre otros. Lane dio relatos entusiastas de la valentía de Geare en la batalla y fue con él con quién comenzó a ganar una pequeña fortuna de las actividades de corso y contrabando. Lane finalmente comenzó a financiar personalmente al Little John, que luego pasó a llamarse Michael & John cuando se convirtió en socio de Geare en 1592.
Durante los próximos tres años, Geare completaría cuatro viajes exitosos en las Indias Occidentales con el Michael & John. En 1595, un encuentro con un galeón español cerca de La Habana, Cuba resultó en la pérdida de cincuenta hombres de su tripulación y una pinaza española que había capturado previamente. Después de escapar, Geare pudo recuperar sus pérdidas al capturar otro barco español antes de regresar a Inglaterra.
Al mando del Neptune al año siguiente, fue acompañado al Caribe por una pinaza navegada por John Rilesden y Christopher Newport. Él y quince hombres robaron una pinaza más tarde ese año y capturaron varios premios antes de llegar a Jamaica para unirse a una expedición de corsarios a Honduras dirigida por Sir Anthony Shirley y el capitán William Parker. Después de una incursión fallida contra Trujillo, giraron hacia Puerto Caballos y capturaron con éxito la ciudad. Sin embargo, al encontrar poco de valor, Geare decidió separarse de Shirley y Parker, quienes continuaron por tierra a través de las montañas de Guatemala hasta la costa del Pacífico.
En mayo de 1601, mientras estaba en las Indias Occidentales con David Middleton con la pinaza James, capturó tres barcos mientras estaba al mando del Arcángel. Aunque logró recuperar dos de los barcos capturados, perdió contacto con el tercero. Su tripulación finalmente navegó a Marruecos, donde vendió los barcos allí. Al participar en un convoy de tres barcos con el capitán Christopher Newton al año siguiente, capturó dos barcos de guerra españoles entre varios otros. El 24 de enero de 1603, Geare y Christopher Newport participaron en una operación conjunta anglo-francesa cuando dirigieron ocho barcos durante el desembarco de corsarios armados cerca de Santiago, Cuba . Su avance fue detenido por el gobernador español Fernando Melgarejo de Córdoba, tanto por una sola pieza de artillería como por una estampida de una manada de ganado hacia los asaltantes, y finalmente se vieron obligados a huir. Poco después de que él y Christopher Newport atacaran Puerto Caballos nuevamente después de escuchar que dos galeones españoles estaban descargando sus mercancías, en un movimiento audaz, los ingleses y franceses los capturaron después de una dura pelea quemando uno y tomando el otro como premio. El botín de esta fue considerable y tras esta última aventura, decidió retirarse a Stepney, un suburbio de Londres. Su casa, con una pequeña daga colgada afuera, ganó cierta notoriedad durante sus últimos años. Poco después de su regreso a Inglaterra, la reina Isabel I le otorgó el título de caballero. A su muerte, dejó una asignación anual de cinco libras para ser compartida entre las familias de los perdidos en el mar y los marineros indigentes de su Limehouse natal.

## Otras lecturas
- Andrews, Kenneth R. English Privateering Voyages to the West Indies, 1588–1595 . Cambridge, Reino Unido: Cambridge University Press, 1959.
- Bevan, Bryan. Los grandes marineros de Isabel I. Londres: R. Hale, 1971.
- Davies, DW Elizabethans Errant: Las extrañas fortunas de Sir Thomas Sherley y sus tres hijos, así como en las guerras holandesas como en Moscú, Marruecos, España y las Indias . Ithaca, Nueva York: Cornell University Press, 1967.
- Marley, David. Guerras de las Américas: una cronología del conflicto armado en el Nuevo Mundo, 1492 hasta el presente . Santa Bárbara, California: ABC-CLIO, 1998.ISBN 0-87436-837-5
- Rogozinski, enero. ¡Piratas!: bandoleros, bucaneros y corsarios en realidad, ficción y leyenda . Nueva York: Da Capo Press, 1996.ISBN 0-306-80722-X